# Estação Periférico Sur
A Estação Periférico Sur é uma das estações do VLT de Guadalajara, situada em Tlaquepaque, seguida da Estação Santuario Mártires de Cristo Rey. Administrada pelo Sistema de Tren Eléctrico Urbano (SITEUR), é uma das estações terminais da Linha 1.
Foi inaugurada em 1º de setembro de 1989. Localiza-se no cruzamento da Avenida Cólon com o Anel Periférico Sur. Atende os bairros Santa María Tequepexpan e Valle Balcones de Santa María.